# SN 2007mw
SN 2007mw – supernowa typu Ia odkryta 3 października 2007 roku w galaktyce A230302+0050. W momencie odkrycia miała maksymalną jasność 22,40m.